# Gabrijel Horvat
Gabrijel Horvat (Čakovec, 13. prosinca 1905. – Varaždin, 10. studenog 1985.) je hrvatski slikar. 
Od 1931. godine živio je u Lepoglavi. Slikarstvom se bavio kao samouk i stalno je izlagao na izložbama slikara i kipara Hrvatskog zagorja i Međimurja od 1946. godine. Bio je član Hrvatskog društva likovnih umjetnika (HDLU) od 1979. godine. Retrospektivnu izložbu je imao u Varaždinu 1984. godine. Zbirka njegovih slika i crteža se nalazi u Gradskom muzeju Varaždina.

U predgovoru kataloga izdanog uz izložbu Gradskog muzeja Varaždin, 1984. godine, Darko Sačić napisao je: